# Mercier (wielerploeg)

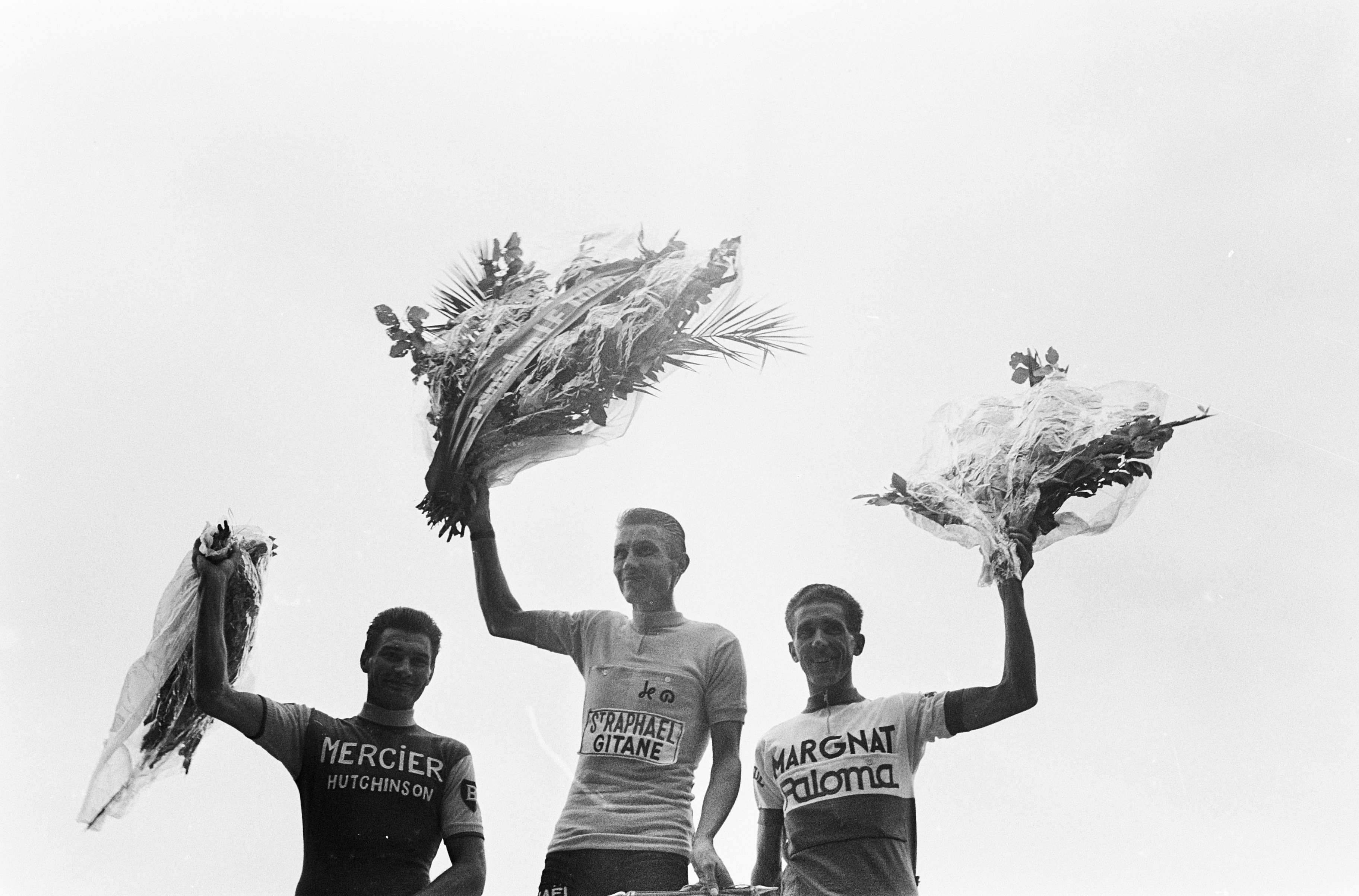
Eeuwige tweede Poulidor op het podium van de Ronde van Frankrijk in 1964.

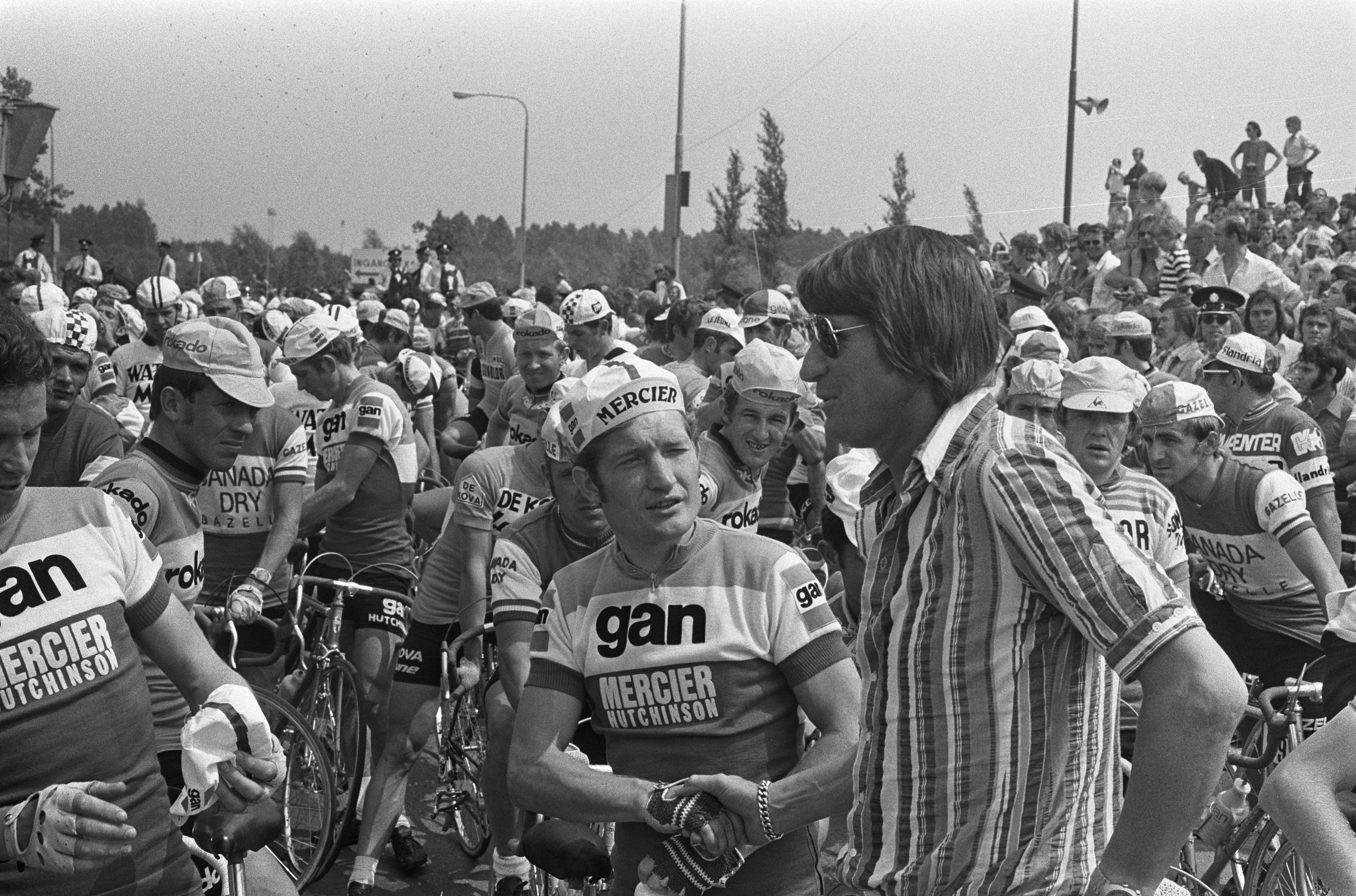
Cyrille Guimard in gesprek met Peter Post tijdens de Ronde van Frankrijk in 1973.

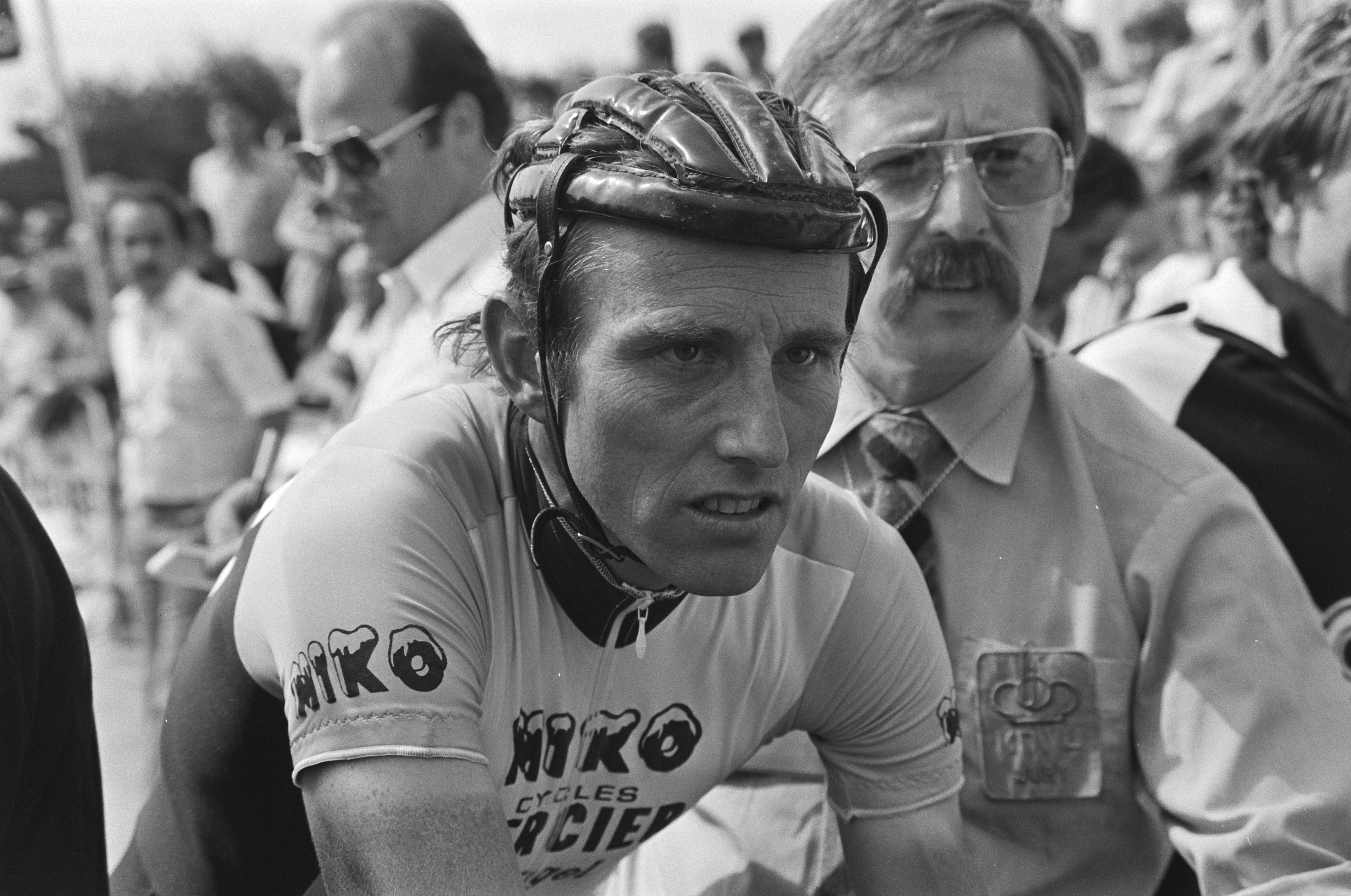
Joop Zoetemelk in de Ronde van Nederland in 1979.

Mercier was een Franse wielerploeg van 1935 tot en met 1983 met diverse subsponsors. Al die jaren reed de ploeg op Mercier koersfietsen.

## Geschiedenis
Cycles Mercier was de hoofdsponsor van het team van 1935 tot en met 1969. Vanaf 1946 reed het team in paarse wielershirts. In 1950 kreeg het shirt zijn kenmerkende vorm met een gele band in de hals en manchetvoering. Dit zou blijven tot 1969, het jaar dat Mercier niet meer de belangrijkste sponsor was. Van 1935 tot en met 1955 had het team een tweede sponsor genaamd Hutchinson en stond de ploeg bekend onder de naam "Mercier-Hutchinson". Van 1956 tot en met 1969 heette het team "Mercier-BP-Hutchinson". Tweevoudig winnaar van de Ronde van Frankrijk en wereldkampioen op de weg van 1936 Antonin Magne eindigde in 1941 zijn carrière bij het team en ging in 1953 bij het team aan de slag als sportdirecteur en bleef dit tot 1970 toen het team verderging onder de naam "Fagor-Mercier". Magne leidde het team tijdens succesvolle jaren. In 1955 won hij met zijn team de Ronde van Vlaanderen (met onder meer Louison Bobet) en ging een renner van zijn team in de Ronde van Frankrijk met de overwinning aan de haal.
Nadat Bobet het team had verlaten, kwam Magne met een nieuwe renner, Raymond Poulidor, die de strijd aan moest gaan met Jacques Anquetil in de Ronde van Frankrijk. In 1964 won Poulidor onder meer Milaan-San Remo en de Ronde van Spanje. Na de Vuelta winst ging Poulidor de strijd aan met Anquetil in de Ronde van Frankrijk van 1964. Poulidor eindigde tweede op 55 seconden van eindwinnaar Anquetil. Ook al had Poulidor de Tour niet gewonnen bij de fans was hij veel populairder dan winnaar Anquetil. Poulidor bleef zijn gehele carrière bij de Mercier ploeg.
Na 1969 werd Mercier cosponsor en werd de Spaanse apparatenfabrikant Fagor hoofdsponsor. In 1973 werd Gan de hoofdsponsor en heette het team tot 1976 "Gan-Mercier-Hutchinson". Tijdens deze periode won Cyrille Guimard in 1971 de puntentrui in de Ronde van Spanje en eindigde hij in 1972 tweede in de Ronde van Frankrijk. Joop Zoetemelk kwam in 1974 bij het team en bleef er tot 1980 en kwam in 1982 nog een keer voor een jaar terug . Tijdens zijn periode bij Mercier won hij drie keer Parijs-Nice (1974, 1975 en 1979), de Ronde van Spanje van 1979 en tijdens de Tour van 1978 en 1979 ging hij de strijd met Bernard Hinault aan; beide keren won hij niet maar droeg hij wel de gele trui. Van 1977 tot en met 1982 werd Miko de hoofdsponsor en heette het team Miko-Mercier-Vivagel. In 1983, het laatste jaar van het team, werd COOP de hoofdsponsor en ging het verder onder de naam COOP-Mercier.

## Bekende renners
- Roger Lapebie
- Antonin Magne
- Marcel Kint
- Rik Van Steenbergen
- Raymond Poulidor
- Rolf Wolfshohl
- Rik Van Looy
- André Leducq
- Cyrille Guimard
- Joop Zoetemelk
- Barry Hoban
- Gerrie Knetemann
- Frans Melckenbeeck
- Kees Bal

## Belangrijkste overwinningen
- Ronde van Frankrijk: 1937, 1955
- Ronde van Spanje: 1964, 1965, 1979
- Wereldkampioen op de weg: 1938, 1949
- Frans kampioen op de weg: 1939, 1949, 1956, 1957, 1958, 1961, 1974
- Belgisch kampioen op de weg: 1939, 1943, 1945, 1953, 1954
- Frans kampioen veldrijden: 1942, 1965
- Duits kampioen veldrijden: 1965, 1966, 1970
- Milaan-San Remo: 1954, 1956, 1960, 1961
- Ronde van Vlaanderen: 1942, 1944, 1946, 1954, 1955, 1974
- Parijs-Roubaix: 1943, 1948, 1952, 1954, 1956
- Luik-Bastenaken-Luik: 1948, 1956, 1963
- Parijs-Tours: 1954, 1956, 1977, 1979
- Amstel Gold Race: 1974